# Паенчно
Паенчно (пол. Pajęczno)  —  город  в Польше, входит в Лодзинское воеводство,  Паенченский повят.  Имеет статус городско-сельской гмины. Занимает площадь 20,21 км². Население — 6731 человек (на 2004 год).

## История
В 1575 году в подвале городского костёла был похоронен Мартин Бельский — один из величайших польских летописцев, автор «Хроники всего мира» (1551) и «Хроники польской» (1597).

## Фотографии

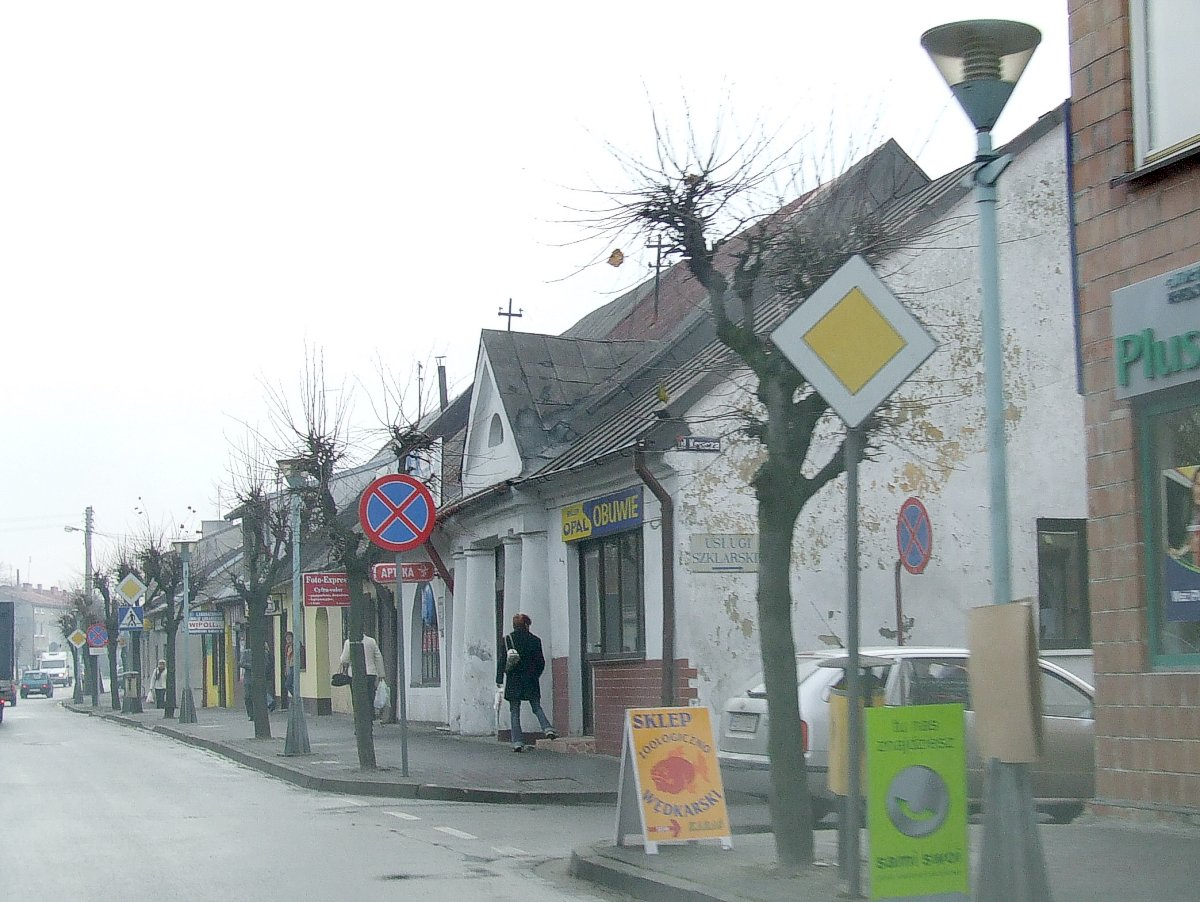
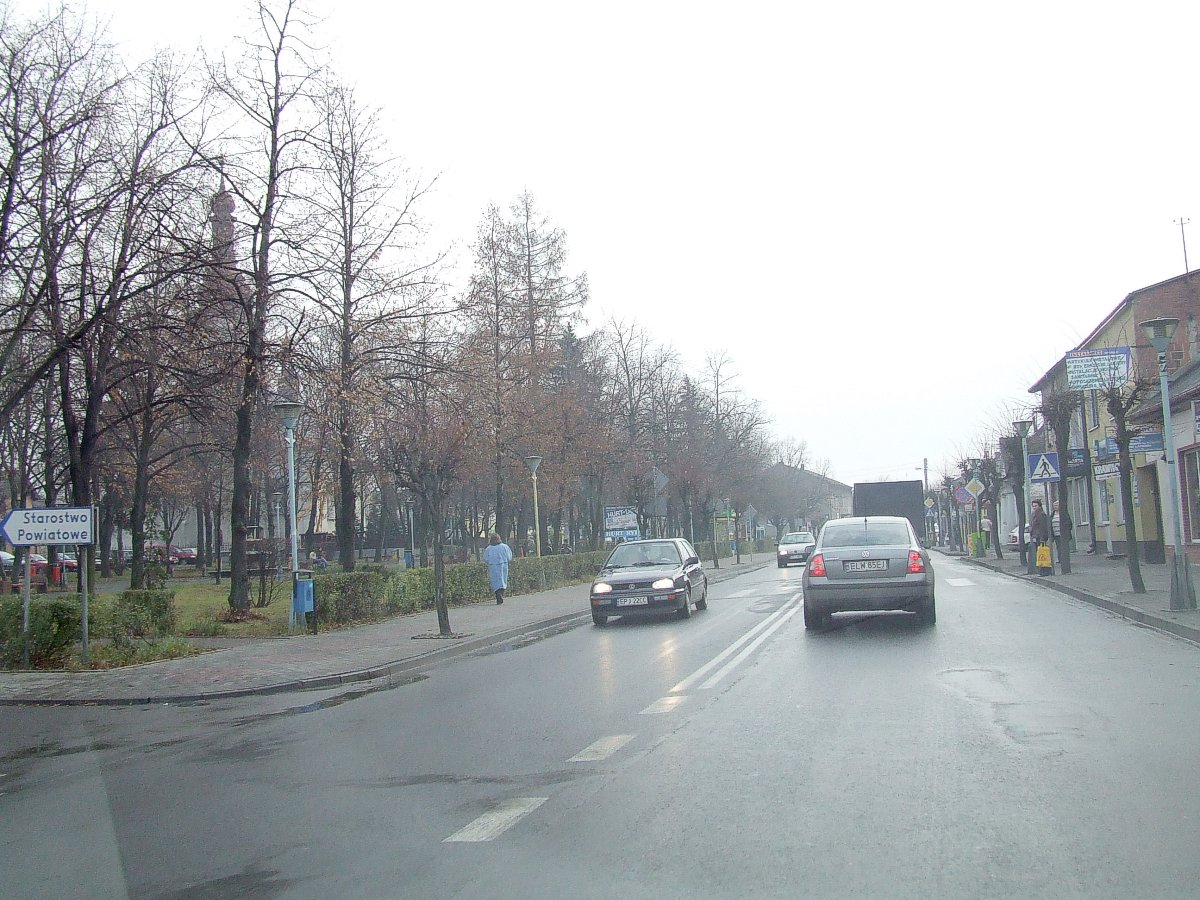
Рынок
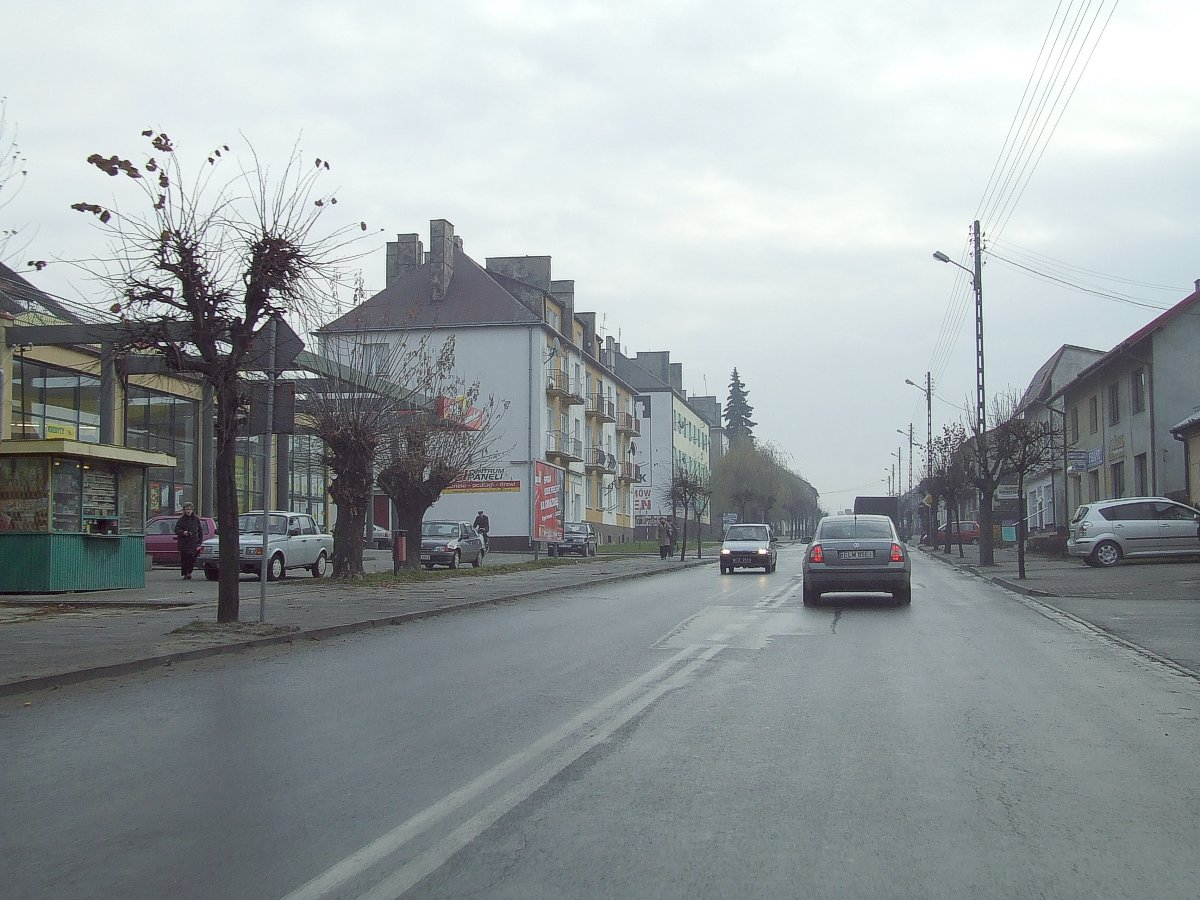